# 郭尔罗斯前旗
郭尔罗斯前旗，清代蒙古、中国吉林省的旧旗名。
后金时归附皇太极，清崇德元年（1636年）以郭尔罗斯部置，治所在今吉林省通榆县东南，或说治今前郭尔罗斯东南卡拉木。民国时治今前郭尔罗斯蒙古族自治县驻地，属吉林省。1947年改称郭尔罗斯旗。1949年复名郭尔罗斯前旗。驻地不变。1955年改为前郭尔罗斯蒙古族自治县。